# Maziya Sports and Recreation Club
O Maziya Sports and Recreation Club é um clube de futebol com sede em Malé, Maldivas. A equipe compete no Campeonato Maldivo de Futebol.

## História
O clube foi fundado em 1996.

### Títulos
- Campeonato Maldivo: 1 (2015)
- Copa das Maldivas: 2 (2012 e 2014)
- Supercopa das Maldivas: 3 (2014–15, 2015–16 e 2016–17)
- Copa dos Presidentes: 1 (2014–15)